# Yakov Eliashberg
Yakov Matveyevich Eliashberg (en ruso: Яков Матвеевич Элиашберг; Leningrado, 11 de diciembre de 1946) es un matemático ruso-estadounidense especializado en geometría simpléctica y topología. Es profesor de matemáticas en la Universidad de Stanford.

## Biografía
Eliashberg nació en Leningrado (actual San Petersburgo), Unión Soviética, en 1946. Se graduó en la Universidad Estatal de Leningrado (actual Universidad Estatal de San Petersburgo) en 1969, donde también obtuvo su doctorado en 1972 bajo la supervisión de Vladimir Rokhlin.
En 1988, emigró a los Estados Unidos, donde ocupó un puesto en la Universidad Cornell antes de trasladarse a la Universidad de Stanford en 1990, donde actualmente es profesor.

## Contribuciones matemáticas
Eliashberg es conocido por sus importantes contribuciones a la geometría simpléctica y la topología, áreas que han experimentado un desarrollo significativo gracias a su trabajo. Entre sus resultados más destacados se encuentran:
- La clasificación de estructuras simplécticas y de contacto en variedades de baja dimensión.
- El desarrollo de la teoría de h-principle en contextos geométricos.
- Contribuciones fundamentales a la topología de contacto en dimensión tres.

## Premios y reconocimientos
A lo largo de su carrera, Eliashberg ha recibido numerosos premios y distinciones, entre los que destacan:
- Premio Oswald Veblen en Geometría[1] (2001) - Por sus contribuciones fundamentales a la geometría simpléctica y de contacto.
- Premio Crafoord[2] (2016)
- Premio Heinz Hopf (2013) - Otorgado por la ETH Zúrich por sus destacadas contribuciones a la investigación matemática.
- Premio Wolf en Matemáticas[3] (2020) - Compartido con Simon Donaldson, por sus contribuciones a la geometría diferencial y la topología.

En 2002 fue elegido miembro de la Academia Nacional de Ciencias de Estados Unidos y en 2012 fue nombrado miembro de la American Mathematical Society.

## Publicaciones destacadas
Eliashberg ha publicado numerosos artículos influyentes en matemáticas. Algunas de sus obras más citadas incluyen:
- "Classification of overtwisted contact structures on 3-manifolds" (1989)
- "Contact 3-manifolds twenty years since J. Martinet's work" (1992)
- "Symplectic topology on algebraic 3-folds" (1995)